# Tamarix salina
Tamarix salina är en tamariskväxtart som beskrevs av William Turner Thiselton Dyer. Tamarix salina ingår i släktet tamarisker, och familjen tamariskväxter. Inga underarter finns listade.